# نویکیرشن ام والد
نویکیرشن ام والد (به آلمانی: Neukirchen am Walde) یک منطقهٔ مسکونی در اتریش است که در ناحیه گرایسکیرچن واقع شده‌است. نویکیرشن ام والد ۱۵٫۸ کیلومتر مربع مساحت دارد ۵۵۵ متر بالاتر از سطح دریا واقع شده‌است.